# توم بيكر (سياسي)
توم بيكر (بالإنجليزية: Tom Baker)‏ هو سياسي أمريكي، ولد في 1948.